# Lycoriella inflata
Lycoriella inflata är en tvåvingeart som först beskrevs av Johannes Winnertz 1867.  Lycoriella inflata ingår i släktet Lycoriella och familjen sorgmyggor.
Artens utbredningsområde är Tyskland. Arten är reproducerande i Sverige. Inga underarter finns listade i Catalogue of Life.